# المديرية العامة لمراقبة التراب الوطني (المغرب)
المديرية العامة لمراقبة التراب الوطني وتُعرف اختصارًا بدي إس تي هي وكالة المخابرات الداخلية للدولة المغربية، وهي مكلّفةٌ بمراقبة الأنشطة المحلية «التخريبية المحتملة». وكانت تُعرف قبل عام 2005 باسمِ مديرية مراقبة التراب الوطني (بالفرنسية: Direction de la Surveillance du Territoire).

## التاريخ
انبثقت المديرية العامة لمراقبة التراب الوطني أو الدي إس تي من كاب 1 (بالفرنسية: CAB1) أو وحدة مكافحة التخريب أو قسم الشرطة السياسية في الشرطة المغربية (بالفرنسية: Direction Général de Surveillance du Téritoire) وهي شرطة الدولة المغربية التي تأسَّست في أيّار/مايو 1956 عقبَ استقلال المغرب.
بدأ كاب 1 في أيار/مايو 1956 باعتبارهِ الدائرة السابعة للشرطة في درب البلدية بمدينة الدار البيضاء برئاسة حسين الصغير الذي كان يعملُ سباكًا في مرس سلطان وعضوًا سابقًا في حركة المقاومة في الدار البيضاء. كانت المديرية العامة للأمن الوطني في ذلك الوقت تحتَ إدارة محمد الغزيوي وهو عضوٌ بارزٌ في حزب الاستقلال، وبعد أن غادر الغزيوي المديرية العامة للأمن الوطني برزَ كاب 1 تحت إشراف محمد أوفقير بمساعدةٍ من مستشاريين وتقنيين وعناصر من المخابرات الفرنسية والأمريكية.
بعد الغضب الدولي الذي أعقبَ اغتيال المهدي بن بركة، حلَّت السلطات المغربيّة كاب 1 رسميًا في تشرين الأول/أكتوبر 1967، ومع ذلك استمرت الهيئة في النشاط كوحدةٍ سريةٍ من الشرطة المغربيّة إلى أن تأسّست مديرية مراقبة الأراضي وتُعرف أكثر باسمِ دي إس تي (DST) عام 1973 وأصبح أحمد الدليمي مديرًا لها.

## التعاون الدولي الأمني المغربي ضد الارهاب
أكد المغرب انخراطه التام على الساحتين الإقليمية والدولية باعتباره شريكا رئيسيا في مجال الأمن والاستعلامات ومكافحة الإرهاب ، ما جعله في الطليعة بشأن التعاون الدولي للتصدي للإرهاب، فضلا عن النظر إليه كشريك موثوق به ويحظى بالاحترام.
وعليه ، فإن سياسة المغرب في مجال الوقاية ومكافحة الإرهاب. تنبثق من استراتيجية وطنية منسجمة وشاملة ومندمجة، تأخذ في الاعتبار جميع العوامل المؤدية إلى التطرف وأعمال العنف ، وتستند إلى مقاربة أمنية استباقية، ما مكن المغرب من أن يحظى باعتراف دولي في هذا المجال .
وحسب مصدر من المديرية العامة لمراقبة التراب الوطني، فإن هذه الأخيرة، التي لها حوالي ثلاثين شراكة مثمرة مع وكالة استخبارات ببلدان أخرى، تحتل موقعا متميزا ضمن الهيئات الاستخباراتية، ما حدا بالعديد من البلدان بما في ذلك اليابان وروسيا وأستراليا، للتواصل مع هذه المؤسسة الأمنية من أجل إقامة شراكات رسمية معها وتكثيف تبادل المعلومات والخبرات والتحذير من الأخطار التي تهدد هذه الدول.
أجرى مدير عام الأمن ومراقبة التراب الوطني المغربي عبد اللطيف الحموشي، مباحثات مع مسؤولين أمنيين بالبرتغال، حول سبل تطوير التعاون الأمني بين البلدين. جاء ذلك في زيارة أجراها الحموشي إلى البرتغال الأربعاء والخميس على رأس وفد أمني، وفق بيان للمديرية العامة لمراقبة التراب الوطني، كما أجرى الحموشي مباحثات مع عدد من المسؤولين البرتغاليين حول سبل تطوير التعاون بمختلف المجالات الأمنية، وخصوصا مكافحة الإرهاب والجريمة المنظمة العابرة للحدود. 
"مؤشر الإرهاب العالمي" يصنف المغرب ضمن قائمة الدول الأكثر أمانا
صنف تقرير حديث لمعهد الاقتصاد والسلام، المغرب كأحد الدول الأكثر أمانا في العالم والتي لا تواجه أي تهديدات إرهابية.
وحسب تقرير المعهد الأخير حول مؤشر الإرهاب العالمي لسنة 2024، فقد حل المغرب في الرتبة 89 عالميا أي الرتبة الأخيرة، وهي الرتبة التي يمنحها المعهد للدول الأكثر أمنا في العالم والتي حصلت على النقطة الصفر.
وكان تقرير المعهد للسنة الماضية قد وضع المغرب ضمن خانة الدول ذات “التهديد الإرهابي المنخفض جدا”، ليأتي في الرتبة 83، ما يعني أن المغرب قد قفز 4 مراتب في التصنيف الجديد ليستقر عند المرتبة 89 إلى جانب الدول أكثر خلوا من أي تهديدات إرهابية حول العالم.

## كرونولوجيا لأهم عمليات تفكيك الخلايا الإرهابية
في إطار التصدي للتهديدات الإرهابية ذات الصلة بما يسمى بتنظيم الدولة الإسلامية، قام المكتب المركزي للأبحاث القضائية التابع للمديرية العامة لمراقبة التراب الوطني بتفكيك مجموعة من الخلاليا الإرهابية:
- في يومي 29 و 30 يناير 2024، تمكن المكتب المركزي للأبحاث القضائية التابع للمديرية العامة لمراقبة التراب الوطني،[15] من تفكيك شبكة إرهابية مكونة من أربعة عناصر تتراوح أعمارهم ما بين خمسة وثلاثين و أربعين سنة،[16] بكل من مدينة طنجة والدار البيضاء وبني ملال وإنزكان، ينشطون في مجال تجنيد وإرسال أشخاص من أجل الالتحاق بالتنظيم المتواجد بمنطقة الساحل (إفريقيا).[17]
- بتاريخ 11 يناير 2023،[18] تمكن المكتب المركزي للأبحاث القضائية التابع للمديرية العامة لمراقبة التراب الوطني؛ في عملية أمنية مشتركة مع المفوضية العامة للاستعلامات الإسبانية،[19] من تفكيك خلية إرهابية موالية لتنظيم “داعش”، تتكون من ثلاثة عناصر أحدهما ينشط باشتوكة آيت باها وعضوين آخرين ينشطان في إطار الخلية الإرهابية نفسها بألميريا، كانوا يستهدفون زعزعة واستقرار البلدين.[20]

- بتاريخ 19 أكتوبر 2023، قام المكتب المركزي للأبحاث القضائية التابع للمديرية العامة لمراقبة التراب الوطني؛[21] بتوقيف 4 عناصر تتراوح أعمارهم ما بين 25 و32 سنة،[22] كانوا ينشطون في كل من طنجة وتطوان وإنزكان أيت ملول؛ وذلك للاشتباه في تورطهم في التحضير لتنفيذ مشاريع إرهابية خطيرة تستهدف زعزعة أمن واستقرار المملكة المغربية.[23]

- بتاريخ 29 ماي 2023، قام المكتب المركزي للأبحاث القضائية التابع للمديرية العامة لمراقبة التراب الوطني؛ بتفكيك خلية إرهابية موالية لتنظيم “داعش” تنشط بمدينة طنجة،[24] تتكون من ثلاثة أشخاص تتراوح أعمارهم ما بين 31 و40 سنة،[25] كانوا بصدد التحضير لتنفيذ مشاريع تخريبية تستهدف منشآت حيوية وأمنية، وذلك بعدما انخرطوا فعليا في التحضير المادي لهذه المشاريع، من خلال رصد وتحديد الأهداف، وكذا الحصول على معلومات بشأن كيفية صناعة المتفجرات.[26]
- في 26 يناير 2025، أفاد المكتب المركزي للأبحاث القضائية بأن معلومات استخباراتية دقيقة من المديرية العامة لمراقبة التراب الوطني قادته في الساعات الأولى من صباح اليوم الأحد إلى إجهاض مخطط إرهابي وشيك كان في مرحلة التحضير للتنفيذ المادي لعمليات تفجيرية. وذكر المكتب "بسيج" أن العملية أسفرت عن توقيف أربعة عناصر وصفها بالمتطرفة، من ضمنهم ثلاثة أشقاء، يرتبطون بتنظيم داعش، ويبلغون من العمر 26 و29 و31 و35 سنة، أكد أنهم كانوا ينشطون في منطقة حد السوالم بإقليم برشيد، بضواحي مدينة الدار البيضاء وسط البلاد.[27]

## قضية بنبركة
تورط جهاز كاب 1 في اختطاف المعارض السياسي المهدي بن بركة في فرنسا. كشف أحمد البوخاري العميل السابق لكاب 1 أن العملية دبرها محمد أشعاشي وأحمد الدليمي ومحمد أوفقير بالتعاونِ مع من وصفهم برجال الشرطة الفرنسيين الفاسدين وبعض العصابات الفرنسية.

## انتهاكات
المديرية العامة لمراقبة التراب الوطني بسبب مزاعم في عددٍ من قضايا التعذيب، حيثُ أدارت المديريّة عام 2002 مثلًا معتقل تمارة السري وهو معتقلٌ سرّي لاستجوابِ عددٍ من  بهم وحتى ترحيلهم نيابةً عن الولايات المتحدة. بعد تفجيرات الدار البيضاء عام 2003، تورطت المديرية العامة لمراقبة التراب الوطني في أساليب استجوابٍ مثيرةٍ للجدل للحصول على اعترافات من المشتبه بهم، ثمَ قِيل بعد احتجاجات الربيع العربي عام 2011 إن الدي إس تي أشرفَ على إدارة السجن السري وجدة عودة الذي حصلت فيهِ عددٌ من الانتهاكات. كشفت بعض التقارير الإعلاميّة أيضًا عن أنَّ الولايات المتحدة دفعت للمغرب 20 مليون دولار أمريكي لبناء مركز اعتقال سري في وقتٍ ما بين 2004 و2006.
قُبض عام 2010 على زكرياء مومني بطل الملاكمة التايلاندي المغربي السابق لدى دخوله المغرب حيثُ اوقفته السلطات الأمنية، حيث ادعى أنه تعرض للتعذيب ثم سُجن بتهمٍ ملفقةٍ بناءً على تعليماتٍ من منير الماجيدي (سكرتير الملك محمد السادس) ورئيس مديرية الأمن عبد اللطيف الحموشي. سُلِّمَ في نفس العام أيضًا المواطن البلجيكي علي أعراس إلى المغرب من إسبانيا، حيث تمَّت تبرئته من تهمِ الإرهاب لعدمِ كفاية الأدلة. سُلِّمَ أعراس إلى المغرب الذي بدأ محاكمته فحكمَ عليه القاضي عبد القادر شنتوف بالسجنِ عشر سنواتٍ استنادًا إلى اعترافاته.
خلال زيارةٍ رسميّةٍ لعبد اللطيف الحموشي مدير المديرية العامة لمراقبة التراب الوطني لفرنسا في شباط/فبراير 2014، استُدعي من قِبل قاضٍ فرنسيّ للإجابة عن مزاعم التعذيب في قضايا مختلفة بما في ذلك حالة زكرياء مومني وقضية مخيم إكديم يزيك. تسبَّبَ هذا الاستدعاء في نشوبِ حربٍ دبلوماسيّة خفية بين فرنسا والمغرب كما احتجَّ مسؤولون من الأخير احتجاجاتٍ شديدةٍ على ذلك موقفين اتفاقيات التعاون القضائي مع فرنسا، كما أعلنَ المغرب أنه سيُقاضي المدعين بتهمة التشهير لكنّ وزارة الداخلية المغربية تراجعت عن جميع دعاواها القضائية ضدّ فرنسا بعد أيامٍ فقط من رفعها.

## قائمة المدراء
| صورة                                        | الاسم              | التاريخ                                                        | ملاحظات |             |             |             |
| مدراء كاب 1                                 | مدراء كاب 1        | مدراء كاب 1                                                    | مدراء كاب 1 | مدراء كاب 1 | مدراء كاب 1 | مدراء كاب 1 |
| ------------------------------------------- | ------------------ | -------------------------------------------------------------- | --- | ----------- | ----------- | ----------- |
|                                             | محمد الغزاوي       | 1956 – 1960                                                    | |             |             |             |
|                                             | حسين الصغير        | 1956 – 1960                                                    | كان حسن مدير قسم الشرطة وبالتالي فقد كان مديرًا مشتركًا لكاب 1 |             |             |             |
|                                             | محمد أوفقير        | 1960 - 1970 1967-1971                                          | شغل أوفقير منصب رئيس وحدة كاب 1 في الفترة الممتدة من تموز/يوليو 1960 حتى 1970، كما شغل نفس المنصب بصفتهِ وزير داخليّة في الفترة الممتدة من 1967 حتى 1970 على الرغمِ من تداخل الفترات. |             |             |             |
|                                             | أحمد الدليمي       | 1961 – 1966 1970 – 1973                                        | شغل الدليمي منصب رئيس كاب 1 في الفترة الممتدة من 1961 حتى 1966، ثمّ شغل نفس المنصب ولو بالنيابة حينما كان رئيس الشرطة المغربيّة من عام 1970 حتى 1973.                                |             |             |             |
|                                             | عبد الحق أشاشي     | 1967 – 1973                                                    | |             |             |             |
|                                             | محمد أشاشي         | شغل محمد رئيس وحدة مكافحة التخريب في كاب 1 خلال فترة الستينيات | |             |             |             |
| مدراء المديرية العامة لمراقبة التراب الوطني |                    |                                                                | |             |             |             |
|                                             | أحمد الدليمي       | 1973 – 1983                                                    | |             |             |             |
|                                             | إدريس البصري       | 1983 – 1999                                                    | |             |             |             |
|                                             | حميدو لعنيكري      | 1999 – 2003                                                    | |             |             |             |
|                                             | أحمد هراري         | 2003 – 2005                                                    | |             |             |             |
|                                             | عبد اللطيف الحموشي | 2005 – حاليًا                                                   | |             |             |             |